# Brunnhaus

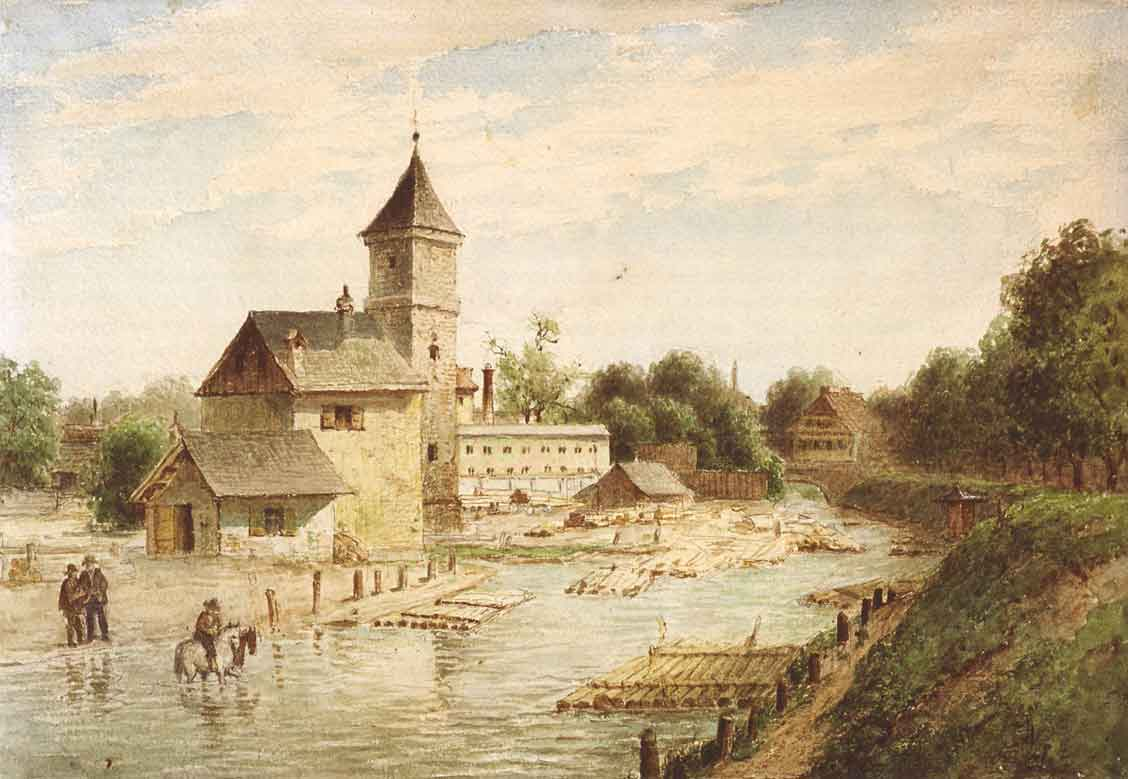
Brunnhaus an der Oberen Lände, eines der historischen Brunnhäuser in München.

Ein Brunnhaus ist eine historische Anlage, die vorwiegend für die Trinkwassergewinnung und -versorgung eingesetzt wurde.

## Geschichte

### Trinkwassergewinnung

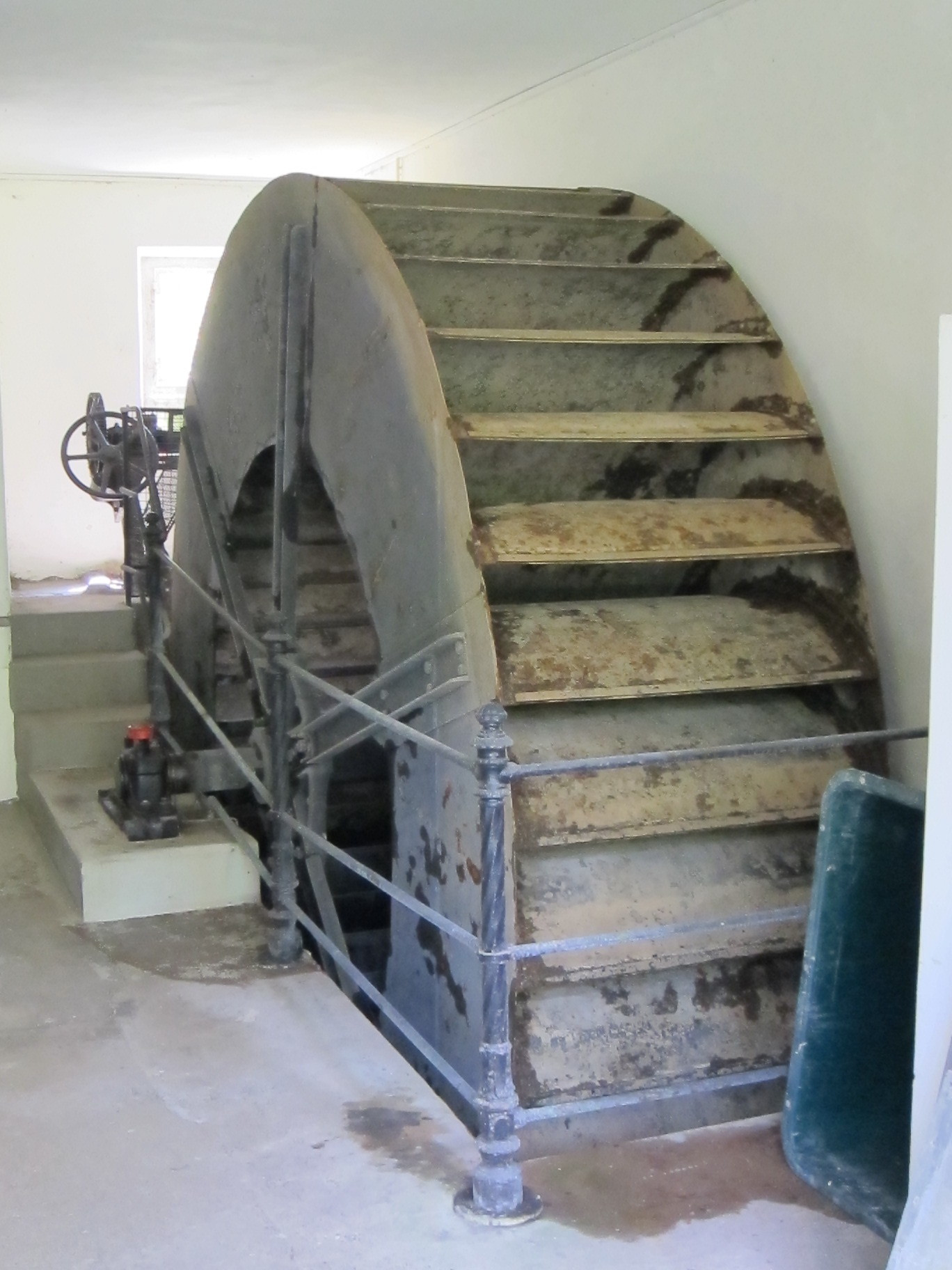
Wasserrad im Grünen Brunnhaus, einem der Pumpwerke des Schlosses Nymphenburg.

Trinkwasser wurde ursprünglich vielfach aus in Wasserstuben gefassten Quellen oder über Zieh- und Pumpbrunnen aus dem Grundwasser gewonnen. Ab dem späten Mittelalter begann man mit der Errichtung von Brunnhäusern, um die Gewinnung von Trinkwasser aus dem Grundwasser und seine Verteilung innerhalb einer Ortschaft zu verbessern. 
Dabei wurde das in einer Brunnenstube gesammelte Grund- oder Quellwasser in Wassertürme gepumpt, wo es in kupfernen Behältern gesammelt wurde. Über Röhren wurde das Trinkwasser dann in der Ortschaft verteilt. Durch die Höhe des Turms bekam das Wasser den für die Verteilung erforderlichen Druck. Die Energie zum Antrieb der Wasserpumpen wurde über Wasserräder gewonnen. Zu Beginn wurden diese Wasserräder durch das Wasser der Quelle, aus der auch das Trinkwasser gewonnen wurde, angetrieben. Die Leistungsfähigkeit eines solchen Brunnhauses war daher sehr klein. Später nutzte man bestehende oder neu angelegte Mühlbäche, um die Wasserräder anzutreiben. Das Trinkwasser wurde dann aus dem Grundwasser in der Nähe der Mühlbäche gewonnen.
Durch die im 19. Jahrhundert eingeführten zentralen Wasserversorgungen verloren die Brunnhäuser ihre Funktion. Die meisten wurden abgerissen, einige in Laufwasserkraftwerke umgewandelt. Heute noch bestehende Brunnhäuser stehen in der Regel unter Denkmalschutz, so z. B. das Hofbrunnwerk in München oder die Pumpwerke des Schlosses Nymphenburg.
An ehemalige oder noch vorhandene Brunnhäuser erinnern auch einige Orte namens Brunnhaus, überwiegend in Bayern und Tirol.

### Andere Verwendungen

Brunnhaus Obernesselgraben der Soleleitung von Bad Reichenhall nach Traunstein im Nesselgraben bei Bad Reichenhall, darüber die Hochreserve

Die Technik der Brunnhäuser fand auch in anderen Bereichen Verwendung, z. B. zum Transport von Sole in einer Soleleitung. Da hier die zu überbrückenden Strecken groß waren, wurde die Sole zwischendurch mit Wasserkraft auf ein höheres Niveau gepumpt, um – das natürliche Gefälle nutzend – zum nächsten Brunnhaus zu fließen. Auch natürliche Hindernisse wie z. B. Hügelketten auf dem Leitungsweg konnten so überwunden werden. Zwar stammte das zu transportierende Wasser dabei nicht aus einem Brunnen, dennoch wurden auch solche Pumpwerke als Brunnhaus bezeichnet. Ein noch erhaltenes Beispiel für eine solche Solehebeanlage ist das ebenfalls denkmalgeschützte Brunnhaus Klaushäusl bei Grassau.
Als Brunnhaus werden oft auch einfach Häuser mit einem Brunnen oder einer gefassten Quelle (Brunnenstube) bezeichnet, ohne dass ein Pumpwerk zur Erhöhung des Drucks vorhanden ist. Ein Beispiel dafür ist das Brunnhaus des Klosters Prüfening.